# کوپنو، استان پودکارپاکیه
کوپنو، استان پودکارپاکیه (به لاتین: Kupno) یک روستا در لهستان است که در گمینا کولباشوآ واقع شده‌است. کوپنو ۱٬۴۰۰ نفر جمعیت دارد.